# Olivier Schatzky
Olivier Schatzky, né le 15 décembre 1949, est un réalisateur et scénariste de cinéma français.

## Filmographie sélective

### Comme scénariste
- 1986 : Le Complexe du kangourou (dir: Pierre Jolivet)
- 1987 : Un homme amoureux (dir: Diane Kurys)
- 1989 : Force Majeure (dir: Pierre Jolivet) nommé au César du meilleur scénario

### Comme réalisateur
- 1990 : Fortune Express, nommé au César du meilleur premier film. Prix Georges Sadoul. Sélection officielle Berlin. Prix  Sacd Namur.
- 1994 : Maigret (TV) : ép. Maigret et l'écluse no. 1
- 1996 : L'Élève, (d'après la nouvelle The Pupil de Henry James) prix de la mise en scène festival international de Montréal
- 1999 : Monsieur Naphtali
- 2007 : Chez Maupassant (TV) : ép. Le Père Amable
- 2008 : Chez Maupassant (TV) : ép. Aux champs
- 2009 : Contes et nouvelles du XIXe siècle (TV) : ép. Claude Gueux [1]
- 2009 : Quand la guerre sera loin (TV)
- 2010 : Contes et nouvelles du XIXe siècle (TV) : ép. "Aimé de son concierge
- 2011 : Chez Maupassant (TV) : ép. Yvette
- 2014 : Ceux de 14 (série télévisée) Meilleur espoir masculin pour Théo Frilet. Meilleure image. Festival de Luchon.
- 2015 : Monsieur Paul

## Publications
- 2005 : Cap Croisette (roman) éditions du Rocher
- 2018 : La Traversée des états humides (roman) écrivains et écrits
- 2018 : Dans la gueule du rêve (roman) écrivains et écrits
- 2025 : Spoliatio Gloria (roman) écrivains et écrits